# Alexander Murdoch Mackay

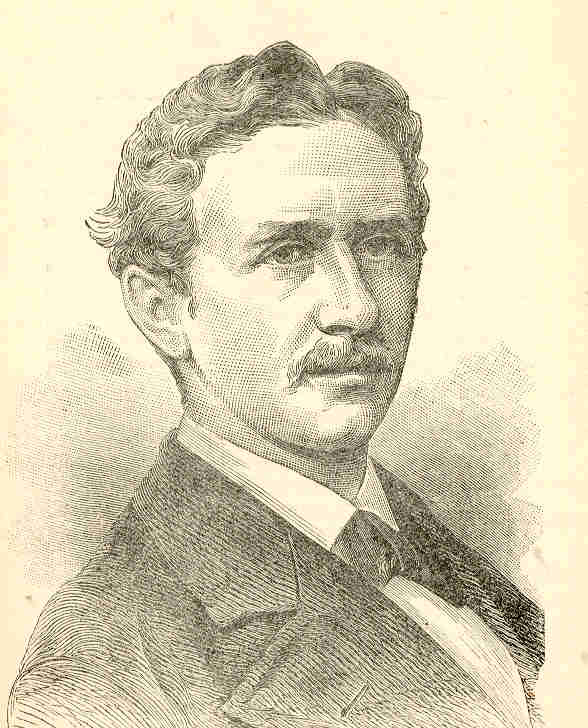
Alexander Murdoch Mackay.

Alexander Murdoch Mackay, född 13 oktober 1849, död 4 februari 1890, var en skotsk missionär.
Mackay påverkades av Henry Morton Stanleys uppmaning till engelska kyrkomissionssällskapet om mission i Uganda, och gick 1876 ut som missionär och blev den egentlige grundläggaren av en kristen kyrka där. Han var också den förste som tolkade Nya Testamentets skrifter på folkspråket.